# الولياب
الولياب مجموعة عرقية نوبية أصولها وفروعها ممتدة بين مصر والسودان.